# Discestra farkasii
Discestra farkasii är en fjärilsart som beskrevs av Treitschke 1835. Discestra farkasii ingår i släktet Discestra och familjen nattflyn. Inga underarter finns listade i Catalogue of Life.